# Punkin' Puss & Mushmouse
Punkin' Puss & Mushmouse (no Brasil, Bacamarte & Chumbinho e em Portugal, Gato Saloio e o Rato Maloio)  é desenho produzido pela Hanna-Barbera na década de 1960 de gato caçando rato com espingardas, ambientado no campo e mostrando um gato e um rato. Bacamarte é um gato hillbilly que vive em uma disputa sem fim com o interiorano roedor Chumbinho.
Passava no show de Maguila, o Gorila, junto com Matracatrica e Fofoquinha e Coelho Ricochete.

## Episódios
| Ep. | Título original             | Título                          |
| --- | --------------------------- | ------------------------------- |
| 1   | "Calling All Kin"           | "Comendo Chumbo"                |
| 2   | "Small Change"              | "Que Mágica Besta"              |
| 3   | "Hornswoggled"              | "A Corneta Mágica"              |
| 4   | "Gall of the Wild"          | "Instinto Selvagem"             |
| 5   | "Cat Nipped"                | "Um Leão Está a Solta"          |
| 6   | "Army Nervy Game"           | "Vamos Brincar de Guerra?"      |
| 7   | "Seein´ is Believin´"       | "Vendo, Mas Não Acreditando"    |
| 8   | "Courtin´ Disaster"         | "O Incentivo"                   |
| 9   | "A Tale of Two Kitties’"    | "A Faca de Dois Gumes"          |
| 10  | "Chomp Romp"                | "Festival Dental"               |
| 11  | "Catch as Cat Can Day"      | "O Dia do Pugilato"             |
| 12  | "Jump Bumps'"               | "O Pula-Pula"                   |
| 13  | "Nowhere Bear"              | "Agora é o Urso"                |
| 14  | "Legend of Bat Mouseterson" | "A Lenda de Bat Raterson"       |
| 15  | "Super Drooper"             | "Super Drooper"                 |
| 16  | "Pep Hep"                   | "A Pílula da Força"             |
| 17  | "Shto At And Missed"        | "Vida de Rico"                  |
| 18  | "The Mouse From M.S.O.P."   | "Sociedade Protetora dos Ratos" |
| 19  | "Host of a Ghost"           | "Fantasma de Araque"            |
| 20  | "Muscle Tussle"             | "O Primo Forte"                 |
| 21  | "Feudal Feud"               | "Sua Majestate o Rato"          |
| 22  | "Heir Conditioning"         | "Herança Herdada"               |
| 23  | "Hyde And Shriek"           | "O Médico e o Mostro"           |
| 24  | "Misfortune Cookie"         | "O Cozinheiro sem Sorte"        |

## Dubladores

### Nos Estados Unidos
- Bacamarte: Allan Melvin
- Chumbinho: Howard Morris

### No Brasil
- Bacamarte: Ary de Toledo
- Chumbinho: Older Cazarré